# Liste der denkmalgeschützten Objekte in Perschling
Die Liste der denkmalgeschützten Objekte in Perschling enthält die 11 denkmalgeschützten, unbeweglichen Objekte der Gemeinde Perschling (ehemals Weißenkirchen an der Perschling) im niederösterreichischen Bezirk St. Pölten-Land.

## Denkmäler
| Foto |                 | Denkmal                                                                 | Standort                                                  | Beschreibung | Metadaten |
| ---- | --------------- | ----------------------------------------------------------------------- | --------------------------------------------------------- | --- | --- |
| ja   | Datei hochladen | Kath. Filialkirche hl. Laurentius HERIS-ID: 61218 Objekt-ID: 73629      | neben Haselbach 11 Standort KG: Haselbach                 | Die schlichte romanische Kirche als Apsidensaal erhielt im 14. Jahrhundert einen gotischen Chor. | BDA-Hist.: Q38094934 Status: § 2a Stand der BDA-Liste: 2025-06-30 Name: Kath. Filialkirche hl. Laurentius GstNr.: .10                                                                        |
| ja   | Datei hochladen | Ortskapelle Mariahilf HERIS-ID: 61214 Objekt-ID: 73624                  | neben Dorfplatz 8 Standort KG: Langmannersdorf            | | BDA-Hist.: Q38094912 Status: § 2a Stand der BDA-Liste: 2025-06-30 Name: Ortskapelle Mariahilf GstNr.: .131                                                                                   |
| ja   | Datei hochladen | Pranger HERIS-ID: 61217 Objekt-ID: 73628                                | neben Dorfplatz 8 Standort KG: Langmannersdorf            | Der Pranger in Langmannersdorf, ein gemauerter Pfeiler mit abgefasten Kanten, angekettetem Bagstein und kugelbekröntem Zeltdach, wurde zwischen 1600 und 1800 errichtet. | BDA-Hist.: Q38094923 Status: § 2a Stand der BDA-Liste: 2025-06-30 Name: Pranger GstNr.: 1710/2                                                                                               |
| ja   | Datei hochladen | Friedhof christlich HERIS-ID: 61210 Objekt-ID: 73620                    | Althannstraße 7 Standort KG: Murstetten                   | Der die Pfarrkirche umgebende Friedhof verfügt über eine Außenmauer mit schmiedeeisernem Tor und ein Totenhaus. Direkt an der Mauer sind die Gräber der ehemaligen Pfarrer zu sehen, neben dem Tor die Kindergräber. Die anderen Gräber erstrecken sich bis in den Bereich des Rundwegs um die Kirche. | BDA-Hist.: Q38094899 Status: § 2a Stand der BDA-Liste: 2025-06-30 Name: Friedhof christlich GstNr.: .12, 1308 Friedhof Murstetten                                                            |
| ja   | Datei hochladen | Mausoleum Familie Althan HERIS-ID: 61206 Objekt-ID: 73616               | südwestlich von Althannstraße 10 Standort KG: Murstetten  | Die einstige Grabstätte der Familie Althann, 1894 von Architekt Ludwig Richter mit annähernd quadratischem Grundriss in neubarockem Stil errichtet, verfügt über ein geschwungenes Helmdach mit einer darunter liegenden Kuppel. Die außerhalb stehenden Statuen (hll. Elisabeth und Karl Borromäus) werden Lorenzo Mattielli zugeschrieben. Nachdem Robert und Antoinette Althann das Mausoleum der Kirche 1997 als Schenkung überlassen hatten, wurden die darin beigesetzten Sarkophage in eine Krypta der Murstettener Pfarrkirche gebracht und das Gebäude der Öffentlichkeit zugänglich gemacht. Im Inneren werden jedes Jahr zur Adventszeit bei Kerzenlicht die Roratenmessen abgehalten. | BDA-Hist.: Q60674304 Status: § 2a Stand der BDA-Liste: 2025-06-30 Name: Mausoleum Familie Althan GstNr.: .83 Mausoleum Althan, Murstetten                                                    |
| ja   | Datei hochladen | Schloss Goldburg HERIS-ID: 34642 Objekt-ID: 32979                       | Gereithstraße 6 Standort KG: Murstetten                   | Die Goldburg, einst Wohnsitz der Familie Althan und eines der prächtigsten Schlösser Niederösterreichs, wurde während der Napoleonischen Kriege zerstört. Das Areal mit wenigen noch sichtbaren Resten, darunter die Außenmauer des inzwischen verwilderten Schlossparks, steht unter Denkmalschutz. | BDA-Hist.: Q166900 Status: Bescheid Stand der BDA-Liste: 2025-06-30 Name: Schloss Goldburg GstNr.: 55/1, 55/2, 56/1, 56/2, 58, 59, 24, 46, 47, 48, 1126/2 Goldburg, Murstetten               |
| ja   | Datei hochladen | Pfarrhof HERIS-ID: 61204 Objekt-ID: 73614                               | Kirchenplatz 1 Standort KG: Murstetten                    | Zweigeschoßiger langgestreckter Bau mit Walmdach aus dem 18. Jahrhundert. | BDA-Hist.: Q38094858 Status: § 2a Stand der BDA-Liste: 2025-06-30 Name: Pfarrhof GstNr.: .11                                                                                                 |
| ja   | Datei hochladen | Kath. Pfarrkirche Verklärung Christi HERIS-ID: 61202 Objekt-ID: 73612   | bei Kirchenplatz 1 Standort KG: Murstetten                | Saalkirche mit Chor inmitten des ummauerten Friedhofs, erbaut 1616/17. 1816 Neubau des Westturms mit achtseitigem Spitzdach. | BDA-Hist.: Q38094835 Status: § 2a Stand der BDA-Liste: 2025-06-30 Name: Kath. Pfarrkirche Verklärung Christi GstNr.: .12 Pfarrkirche Murstetten                                              |
| ja   | Datei hochladen | Ehem. Poststation HERIS-ID: 34749 Objekt-ID: 33132                      | Thalheimerstraße 2 Standort KG: Perschling                | Dreiflügelige eingeschoßige Anlage aus der 2. Hälfte des 18. Jahrhunderts. Breite korbbogige Durchfahrt, frühbiedermaierliche Fassadierung der 1830er-Jahre. | BDA-Hist.: Q37959959 Status: Bescheid Stand der BDA-Liste: 2025-06-30 Name: Ehem. Poststation GstNr.: .8 Poststation, Perschling                                                             |
| ja   | Datei hochladen | Kath. Pfarrkirche hll. Simon und Judas HERIS-ID: 50817 Objekt-ID: 56200 | Kirchenweg 3 Standort KG: Weißenkirchen an der Perschling | Im Kern gotischer, vielteilig gestaffelter Bau des 14. Jahrhunderts; massiver gotischer Südturm. | BDA-Hist.: Q38042347 Status: § 2a Stand der BDA-Liste: 2025-06-30 Name: Kath. Pfarrkirche hll. Simon und Judas GstNr.: .14 Pfarrkirche hll. Simon und Judas, Weißenkirchen an der Perschling |
| ja   | Datei hochladen | Pfarrhof und zwei Wirtschaftsgebäude HERIS-ID: 50818 Objekt-ID: 56201   | Kirchenweg 4 Standort KG: Weißenkirchen an der Perschling | Zweigeschoßiger Bau mit Walmdach aus dem 18. Jahrhundert, 1986 renoviert. | BDA-Hist.: Q38042358 Status: § 2a Stand der BDA-Liste: 2025-06-30 Name: Pfarrhof und zwei Wirtschaftsgebäude GstNr.: .15                                                                     |